# Damian Rypiński
Damian (Demian) Rypiński herbu Radwan – pisarz ziemski połocki w latach 1684–1705, miecznik połocki w latach 1682–1684.
Poseł połocki na sejm zwyczajny pacyfikacyjny 1699 roku. Poseł na sejm 1703 roku z województwa połockiego.